# Hauptstadt des Fairen Handels
Der Wettbewerb um den Titel der Hauptstadt des Fairen Handels ist ein bundesweiter Wettbewerb für Städte, Gemeinden und (seit 2021) Landkreise. in Deutschland. Beteiligen können sich alle Kommunen, die sich im Themenfeld Fairer Handel, faire Beschaffung, Fairtrade-Town  und nachhaltiger Konsum engagieren. Der Wettbewerb wird seit 2003 alle zwei Jahre von der Servicestelle Kommunen in der Einen Welt der Engagement Global als ein Beitrag zur Fairen Woche durchgeführt und vom Bundesministerium für wirtschaftliche Zusammenarbeit und Entwicklung gefördert. Bundesentwicklungsministerin Svenja Schulze hat die Schirmherrschaft für den Wettbewerb inne. 

## Preisträger
Hauptstadt des Fairen Handels 2021 ist Fürth. Auch Köln, der Landkreis Fürth, Berlin und Bad Bentheim wurden ausgezeichnet. Sonderpreise für besonders kreative Einzelprojekte gingen an Freiberg, Saarbrücken, Schweinfurt, Solingen und gemeinsam an Leipzig und Markkleeberg. Am Wettbewerb 2021 beteiligten sich 118 Kommunen. Erstmals durften auch Landkreise teilnehmen.
Hauptstadt des Fairen Handels 2019 war Neumarkt i.d.OPf. Auch Münster, Bad Säckingen, Nürnberg und Leipzig wurden ausgezeichnet. Sonderpreise für gelungene Einzelprojekte gingen an Dinslaken, Gotha, Hamburg, Lübeck und Westerstede. Am Wettbewerb 2019 beteiligten sich 100 Kommunen mit über 800 Projekten.
Frühere Titelträger waren Köln 2017, Saarbrücken 2015, Rostock 2013, Bremen (2011), Marburg (2009), Düsseldorf (2007) und Dortmund (2003 und 2005).
Bisher haben sich 243 verschiedene Kommunen beworben und 527 Bewerbungen mit über 5.000 Projekten ausgelöst.

## Kriterien
Vor der ersten Auslobung 2003 hat sich die Jury konstituiert und sich auf Wertungsaspekte verständigt, die sich mit folgenden Begriffen beschreiben lassen:
- innovativ
- Alleinstellungsmerkmal
- übertragbar
- kooperativ
- gesamte Stadt beteiligt
- Konzeption für die Maßnahmen vorhanden
- Vielzahl und Vielfalt der Projekte
- Größe der Kommune
- Corporate Social Responsibility
- Umsetzbarkeit
- Öffentlichkeitswirksamkeit
- Zielgruppen erreicht? Neue Zielgruppen erreicht?
- Prozesslaufzeit
- Erfolgsdaten (wie viele geänderte Beschaffungen? Wie viele Tonnen Städtekaffee?)

In 2011 wurde auf der Jurysitzung beschlossen, ab dem Durchgang 2013 keine Projekte zuzulassen, die älter als 5 Jahre sind und nur solche zu werten, die einen Bezug zum Thema Fairer Handel haben.
Die Projekte lassen sich in fünf Handlungsfelder gliedern:
- Strukturelle Maßnahmen (Strategien, Leitbilder, kommunale Beschlüsse etc.)
- Informationsarbeit und Stadtmarketing (Veranstaltungen, Kampagnen,  Städtekaffee, Publikationen etc.)
- Kommunale Beschaffung (Beschlüsse, Informationen etc.)
- Vermarktung und Verkauf von fairen Produkten (Weltladen, Einzelhandel, Messen etc.)
- Globales Lernen, Entwicklungsbezogene Bildung (Schulungen, Schulunterricht etc.)

## Jury
Die Jury setzt sich seit 2003 aus Vertretungen folgender Institutionen zusammen:
- Bundesministerium für wirtschaftliche Zusammenarbeit und Entwicklung (BMZ)
- Deutscher Städte- und Gemeindebund
- Deutscher Städtetag
- Forum Fairer Handel
- Transfair
- Verbraucher Initiative

Jährlich/regelmäßig wechselnd:
- Vertretung der Arbeitsgemeinschaft der Eine-Welt-Landesnetzwerke in Deutschland
- Vertretung Wirtschaft (derzeit Verband kommunaler Unternehmen)
- Vertretung christliche Großkirche
- Vertretung der letzten Preisträgerstadt (2021: Neumarkt in der Oberpfalz)

## Preisgeld
Die Rangfolgen der Preisträger und die Höhe des Preisgelds je Preisträger legt die Jury fest. Dies ist auch ein Ausdruck der Unterschiede der Platzierungen. Das Preisgeld hat sich von 5.000 Euro (2003) über 105.000 Euro (2013) auf 250.000 Euro (2017) erhöht. Die Anzahl der Preisträger stieg von fünf auf zehn in 2013. Seit 2017 werden vom Preisgeld 50.000 Euro (ab 2013 waren es 5.000 Euro) gleichmäßig an fünf Sonderpreisträger vergeben für ein einzelnes Projekt. Die Gewinner-Kommune erhält darüber hinaus ein Gütesiegel, das Marketingzwecken dient.